# Wilhelm Wegner
Wilhelm Wegner (* 15. Januar 1898 in Thorn; † 2. November 1972 in Freiburg im Breisgau) war ein deutscher Ophthalmologe und von 1934 bis 1966 Direktor der Universitäts-Augenklinik Freiburg.

## Werdegang
Wegner nahm als Kriegsfreiwilliger am Ersten Weltkrieg teil. 1916 wurde er zum Leutnant der Reserve befördert. Von 1919 bis 1923 studierte er Medizin  an den Universitäten Marburg und Greifswald. 1922 legte er an der Universität in Greifswald das erste Staatsexamen ab und wurde zum Dr. med. promoviert. In der Folge assistierte er dort Walther Löhlein. Von 1920 bis 1925 war Wegner Mitglied der Deutschnationalen Volkspartei und des Stahlhelms. Es folgte 1927 seine Habilitation, ehe er 1932 gemeinsam mit Löhlein nach Freiburg im Breisgau wechselte, wo diesem die Leitung der dortigen Augenklinik angetragen worden war. 1933 wurde Wegner Mitglied der NSDAP. Im Januar 1934 wurde er außerdem zum Vertrauensmann der NSDAP an der Medizinischen Fakultät Freiburg ernannt. Als Löhlein 1934 einer Berufung an die Friedrich-Wilhelms-Universität in Berlin folgte, wurde Wegner in seiner Nachfolge zum ordentlichen Professor für Augenheilkunde und zum Leiter der Augenklinik an der Universität Freiburg ernannt. Nach Jens Martin Rohrbach war hierbei Wegners NS-Nähe von entscheidender Bedeutung. Bis zu seiner Emeritierung 1966 blieb Wegner Ärztlicher Direktor der Universitäts-Augenklinik Freiburg. In den Jahren 1935–1937 war er zugleich Dekan der Medizinischen Fakultät.
Schüler von Wegner war unter anderem Rolf Marquardt.

## Schriften
- Ein Beitrag zur Amyotrophischen Lateralsclerose. Dissertation, Greifswald 1922.
- mit Karl Wurm: Der Morbus Besnier-Boeck-Schaumann (epitheloidzellige Granulomatose) und seine Bedeutung für die endogenen Augenentzündungen. Ein Beitrag zur Genese der chronisch-rezidivierenden Iridocyclitis. (=Bücherei des Augenarztes, Heft 27) Enke, Stuttgart 1957 ISSN 0068-3361